# The Cleopatras
The Cleopatras sono una rock'n'roll band femminile italiana attiva dal 1998, dalle influenze punk rock, garage rock, pop punk, glam, surf, indie e new wave.

## Storia del gruppo

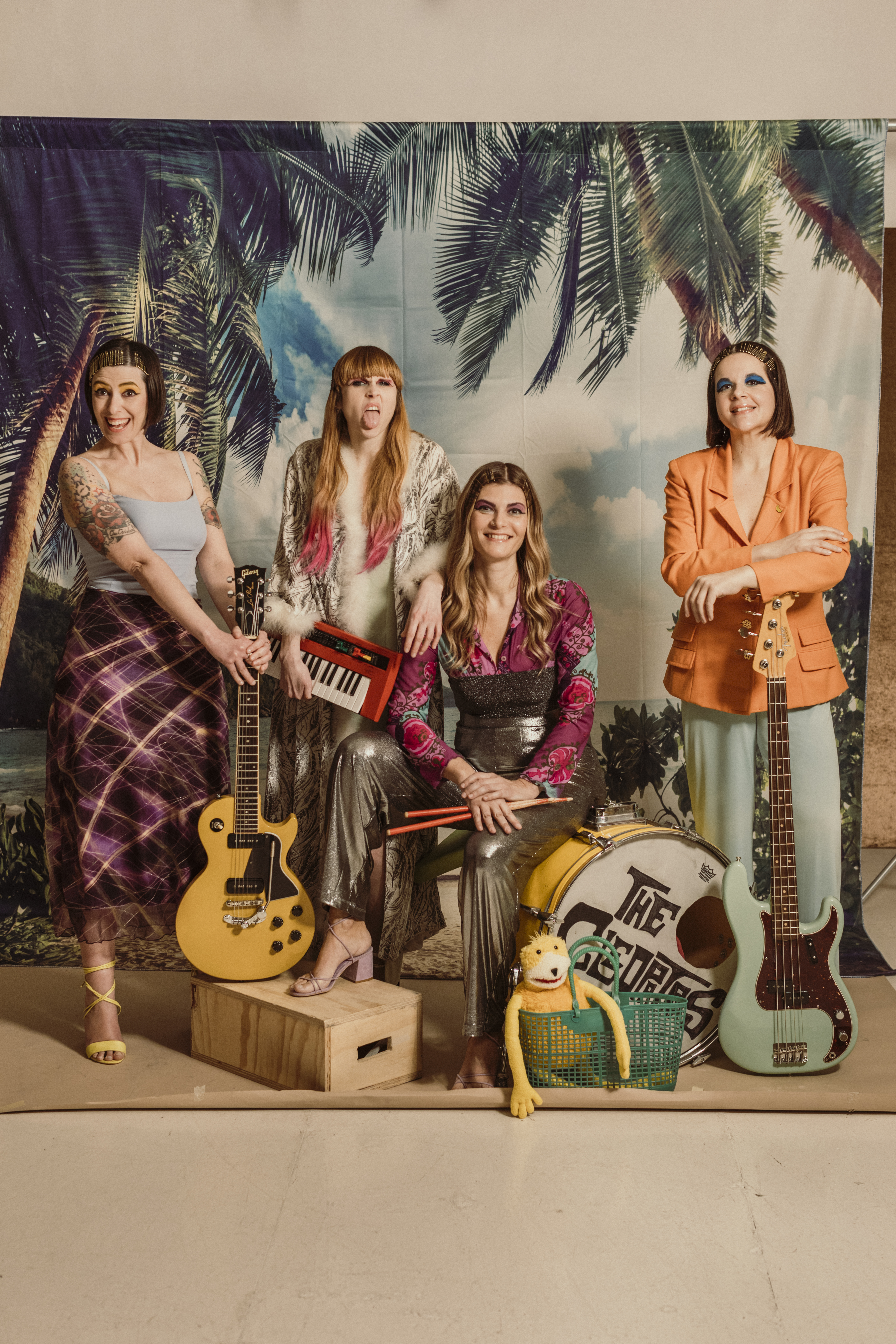
The Cleopatras - "Bikini Grill" set 2022

Nell’arco di due decenni Camilla, Alice, Marla e Vanessa hanno tenuto concerti in lungo e in largo per Italia ed Europa, approdando fino in Giappone. Lungo la strada hanno preso parte a diversi festival come Festival Beat, Rebellion (UK), Fuzzville (Spagna), This is Ska (Germany), Estathé Market Sound, e aperto i concerti di band come The Pretty Things, The Pandoras, Fuzztones, Morlocks, Lords of Altamont, The Real McKenzies, ecc..
Il sound delle Cleopatras è influenzato da punk, garage rock, pop punk, glam, surf, indie e new wave, da Ramones a The Cramps, Devo, Blondie, New York Dolls, Buzzcocks, ecc.., mentre attitudinalmente, si ispirano a innumerevoli band e artiste femminili (Joan Jett, Bikini Kill, The Bangles, The Trashwomen, The GoGos, ecc...).
A giugno 2024 è uscito il loro ultimo lavoro discografico “Naturalmente punk”, un Ep digitale, una sorta di manifesto della band, composto da tre brani: due originali e una cover. Le canzoni sono legate da un fil rouge tematico, quello del resistere, del portare avanti i propri messaggi e le proprie passioni nonostante le circostanze avverse, del mantenere un’identità musicale e personale in un mondo che va a rotoli. Questi temi vengono affrontati “in stile Cleopatras”, tra il leggero, il serio e il punk.

Il loro quarto album “Bikini Grill” è un pot-pourri che conferma e rinnova la cifra stilistica della band: una mix di punk 77, garage rock e pop punk, supportato stavolta da un sound meno retrò, più deciso e compatto rispetto al passato. A tenere tutto insieme, un forte spirito identitario femminile, rock’n’roll ed ironico, dove la potenza creativa ed espressiva della femminilità è incarnata da alcuni inni legati a tematiche di genere e dalle tre cover presenti nell’album, tutte di artiste donne.
Un album di ben 15 tracce, composto in un arco di tempo piuttosto lungo (dal 2019 al 2021), da cui escono sia tutte le anime, le influenze e le sfaccettature della band -con incursioni nel mondo del dream pop, del surf, della new wave a complementare la solida base punk- sia le passioni e le manie delle sue componenti. Vi troviamo infatti una dimensione leggera, spensierata e autoironica, una più sfrontatamente rock’n’roll, ma c’è spazio anche per questioni più serie, come l’empowerment femminile ed il trito e ritrito paradigma del rock ‘al femminile’ contrapposto a quello ‘al maschile’.
L’album è stato anticipato dal singolo Kiss Kiss Kiss, cover di Yoko Ono uscita l’8 Marzo 2022, il cui video, avente come oggetto l’amore, l’uguaglianza tra i sessi, la riscoperta dell’arte fatta dalle donne e la pace, è stato condiviso suoi social dalla stessa Ono.
Il precedente EP “Onigiri Head” è uscito nel 2019 in edizione limitata in vinile colorato 7”, e comprende 4 tracce, due originali -Onigiri Head, tributo al famoso snack giapponese ispirato dal recente tour in Giappone e testimoniato anche dal videoclip del brano, e la crampsiana Bad Cat- e due cover -Amourex Solitaire (Lio) and Rock’n’roll Robot  (Alberto Camerini), due hit degli anni 80 che attestano il cambio di sonorità seguito ad un importante cambio di line-up.
Risale al 2017 “CleoPower!” (Ammonia Records), un disco più maturo rispetto ai precedenti, sia dal punto di vista delle sonorità -che spaziano dal classico garage punk al surf ma strizzano anche l’occhio all’alternative rock degli anni 90- che delle tematiche trattate. Il tono ironico e scanzonato che caratterizza la band lascia più spesso il posto a testi più esplicitamente provocatori e incentrati intorno a situazioni in cui le donne sono vittime di stereotipi o di cliché.
Il video di Forty è uscito in occasione della Giornata internazionale per l'eliminazione della violenza contro le donne ed è stato realizzato grazie al contributo di tante amiche e fans. Il brano è un invito rivolto a tutte le donne a sovvertire gli stereotipi di genere di cui sono da sempre vittime. Per le elezioni politiche italiane del 2018, viene realizzato il video di Vote for me.
l loro secondo lavoro full-length "La maledizione del Faraone" è uscito nel 2014 su cd per Ammonia Records e in cassetta per la label californiana Wiener Records . Dall’album sono stati tratti due video ufficiali: Apple Pie e Pazzo.
Facendo un salto indietro nel tempo, alla discografia della formazione originaria, ricordiamo i due 45 giri "The Cleopatras" (2000) e "Let's run with..." (2001).
Dopo un periodo di meditazione terminato con l’avvento di una nuova line-up, le Cleopatras hanno inciso l’EP autoprodotto “Dame tu amor”nel 2008 e l’album “Things get better” nel 2010 (Area Pirata Records).
Altre curiosità: nel 2015 hanno preso parte con una performance live alla sfilata della collezione I’M di Antonio Marras per la Milano Fashion Week. Appaiono sul libro "Le ragazze del rock" di Jessica Dainese, dedicato alla scena rock al femminile in Italia.

## Discografia

### Singoli
- 2000 The Cleopatras (7")
- 2001 Let's run with... (7" Perdurabo Records)

### EP
- 2008 Dame tu amor (CD)
- 2019 Onigiri Head (7")

### Album
- 2010 Things get better (CD, Area Pirata Records)
- 2014 La Maledizione del Faraone (CD/Cassetta, Ammonia Records, Wiener Records)
- 2017 Cleopower! (CD, Ammonia Records)
- 2022 Bikini Grill (CD/Vinile, Ammonia Records, Tufo Rock Records, Professional Punkers)

### Compilation
- 2012 Le ragazze del rock: 40 anni di rock femminile italiano (CD, Spit/Fire Records)
- 2019 Loud Women Vol. 2